# Biserica de lemn din Răstolț

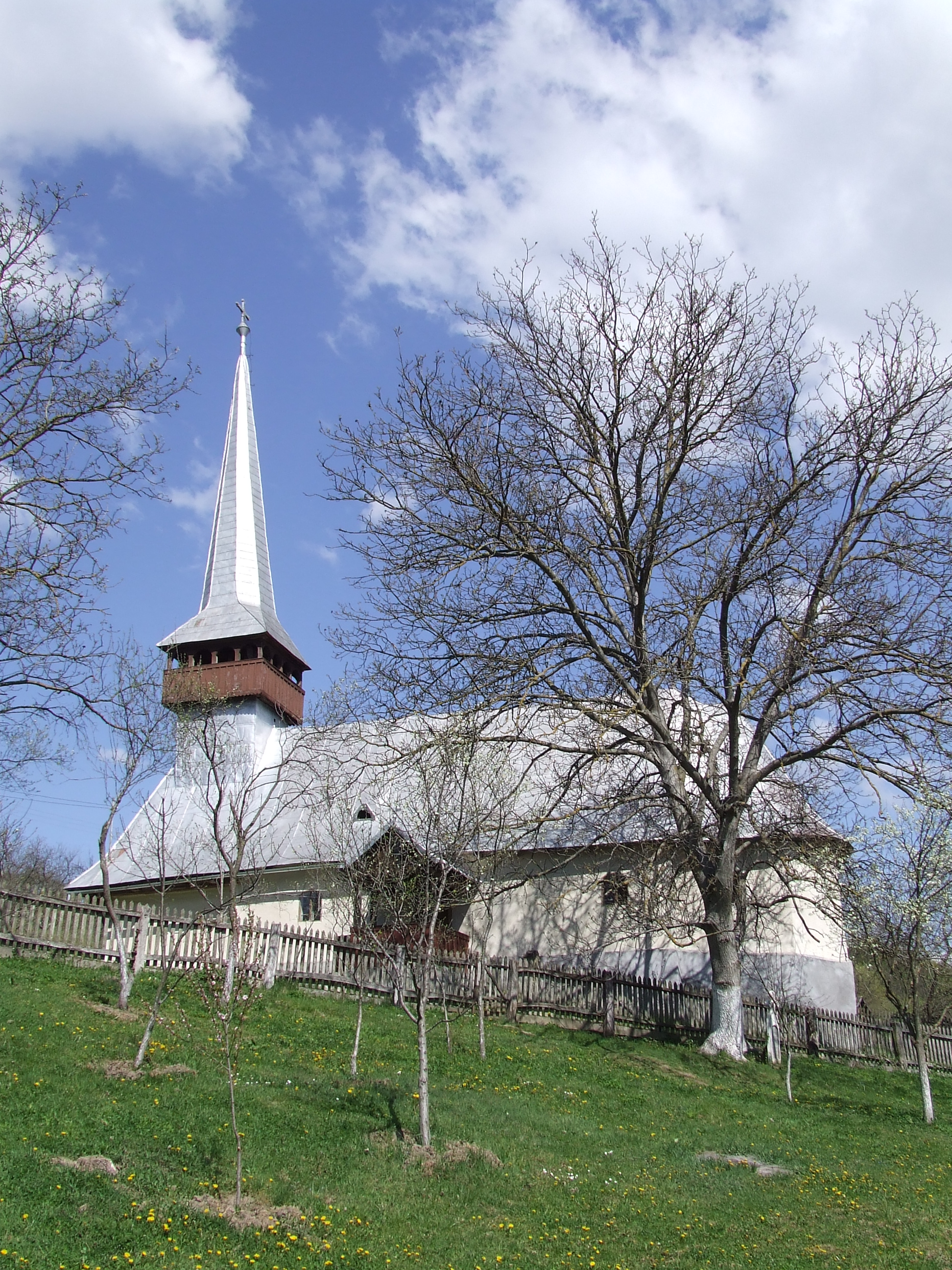
Biserica de lemn din Răstolţ

Biserica de lemn din Răstolț se află în localitatea omonimă din județul Sălaj și datează din 1840. Biserica se află pe noua listă a monumentelor istorice sub codul LMI:  SJ-II-m-B-05104.